# Australiosoma verhoeffi
Australiosoma verhoeffi är en mångfotingart som beskrevs av Carl Graf Attems 1931. Australiosoma verhoeffi ingår i släktet Australiosoma och familjen orangeridubbelfotingar. Inga underarter finns listade i Catalogue of Life.